# Lisa Felicitas Mattheis

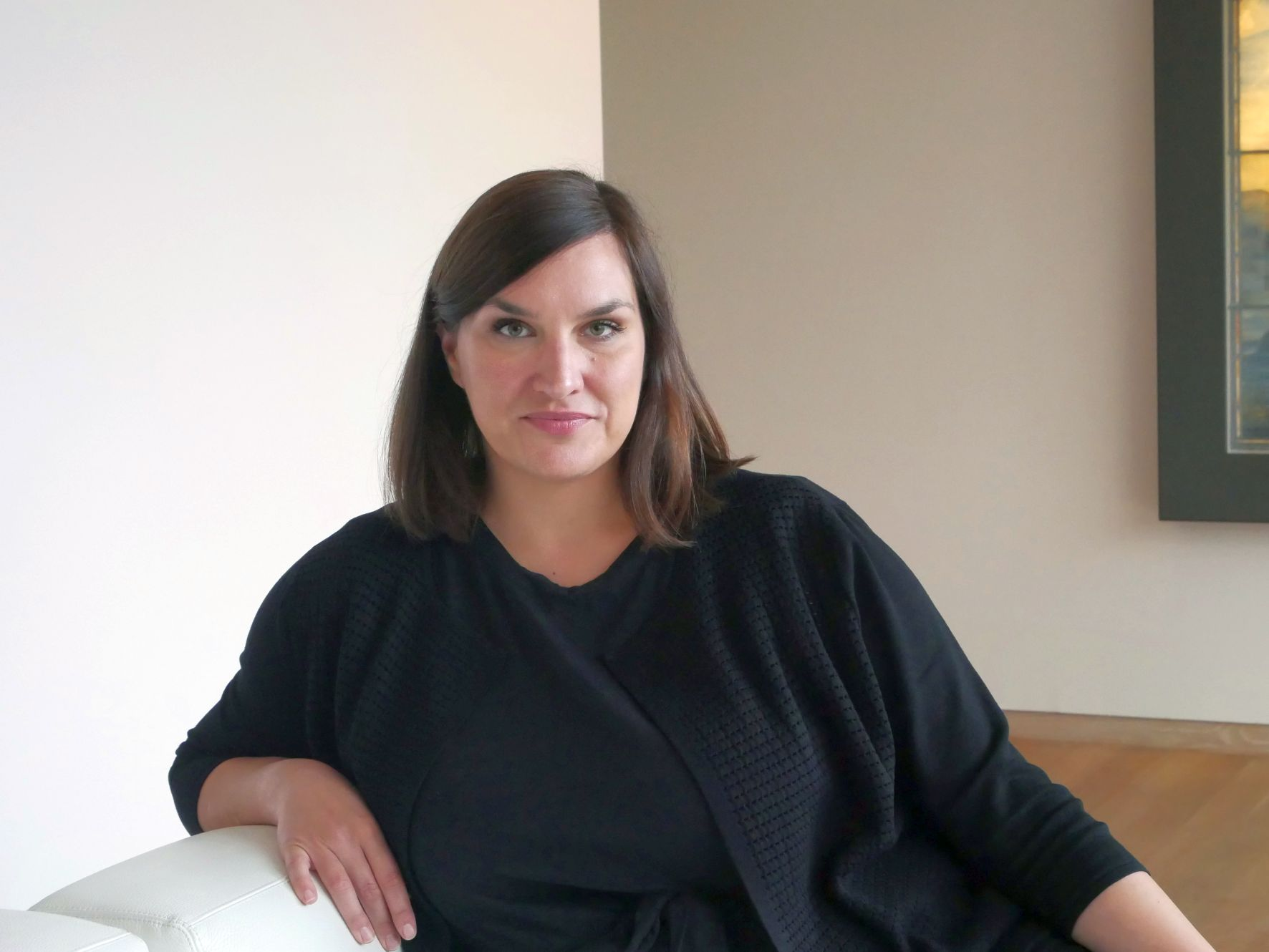
Lisa Felicitas Mattheis, 2022

Lisa Felicitas Mattheis (* 8. März 1985 in Kaiserslautern) ist eine deutsche Kunsthistorikerin, Kuratorin und Museumsdirektorin.

## Werdegang
Lisa Felicitas Mattheis wuchs in Kaiserslautern auf. Nach dem Abitur studierte sie in Trier und Madrid Kunstgeschichte, Medienwissenschaften und Betriebswirtschaftslehre.
Nach Stationen in der Kunsthalle Mannheim und dem Sprengel Museum Hannover übernahm sie 2018 die Stelle der Kuratorin in der Kunsthalle Emden. 2020 wurde sie dort wissenschaftliche Leiterin.
Seit dem 1. Februar 2022 leitet sie als wissenschaftliche Direktorin die Kunsthalle Emden und ist gleichzeitig Vorständin der Stiftung Henri und Eske Nannen und Schenkung Otto van de Loo.
Am 18. Dezember 2024 wurde bekannt, dass Mattheis zum 1. Mai 2025 kunst- und kulturwissenschaftliche Vorständin der Stiftung Saarländischer Kulturbesitz wird und damit u. a. die Leitung des Saarlandmuseums übernehmen wird.
Ihr Fachgebiet umfasst die Kunst des 20. und 21. Jahrhunderts.

## Veröffentlichungen (Auswahl)
- (Hrsg.): MYTHOS WALD. Das Flüstern der Blätter. Wienand Verlag, Köln 2022, ISBN 978-3-86832-669-7
- (Hrsg.): wild/schön. Tiere in der Kunst. Emden 2021, ISBN 978-3-935414-52-4